# Район у місті
Район у місті — окрема адміністративно-територіальна одиниця в Україні, здебільшого у містах обласного значення.

## Неврегульованість
Стаття 133 Конституції України вказує на райони в містах як на елемент адміністративно-територіального устрою держави (окрему адміністративно-територіальну одиницю в Україні). Водночас в статті 140 Конституції України зазначено, що
«питання організації управління районами в містах належить до компетенції міських рад».
Міським радам у містах з районним поділом вирішувати питання щодо: матеріально-фінансового та організаційного забезпечення здійснення місцевого самоврядування в районах міста; утворення чи неутворення в місті районних рад та в разі їх утворення визначення обсягу і меж повноважень районних рад; адміністративно-територіального устрою — та інші питання в межах і порядку, визначених Конституцією України, базовим Законом та іншими законами України.
Територіальні громади міста або міська рада можуть утворювати або не утворювати органи місцевого самоврядування районів у місті (районних рад у місті).
Межі таких повноважень міських рад, зокрема щодо утворення і ліквідації районів у місті (на відміну від районів як регіонально-географічних утворень), базовим Законом та іншими законами України чітко не визначені і не віднесені до компетенції інших органів.

## Райони у місті Києві
Статус міста Києва визначається Законом України «Про столицю України — місто-герой Київ», яким питання організації управління районами в місті віднесено до компетенції Київської міської ради, а також надано додаткові повноваження, зумовлені спеціальним статусом міста Києва як столиці України.
Рішенням Київської міської ради від 30 січня 2001 року N 162/1139 «Про адміністративно-територіальний устрій міста Києва», яким у місті Києві замість 14 районів було утворено 10 нових районів з визначенням їх меж.

## Райони в містах України
Станом на 2020 рік в Україні існує 108 районів у містах і 24 міста з районним поділом:
- Горлівка
- Донецьк
- Дніпро
- Запоріжжя
- Житомир
- Кам'янське
- Київ
- Кременчук
- Кривий Ріг
- Кропивницький
- Луганськ
- Львів
- Макіївка
- Маріуполь
- Миколаїв
- Одеса
- Полтава
- Сімферополь
- Севастополь
- Суми
- Харків
- Херсон
- Черкаси
- Чернігів